# Zopher iviei
Zopher iviei là một loài bọ cánh cứng trong họ Zopheridae. Loài này được Slipinski & Lawrence miêu tả khoa học năm 1999.